# Vitel·li Germànic
Vitel·li Germànic, en llatí Vitellius Germanicus, nascut l'any 62 o 63 i mort l'any 69, era fill de l'emperador Vitel·li i de la seva segona esposa Gal·lèria Fundana. Tenia una germana de nom Vitèl·lia.
Vitel·li el jove va ser presentat pel seu pare, probablement a finals d'abril o principis de març a Lugdúnum, a l'exèrcit romà, proclamant-lo el seu successor i donant-li el nom de Germànic. Després d'una consulta amb el senat, no semblava oportú donar al noi de només sis anys i afectat també per una tartamudesa que gairebé li impedia parlar, el títol de Cèsar, per la qual cosa se li va donar el títol de Germànic, que el seu pare havia escollit per a ell mateix.
Germànic va ser assassinat durant la rebel·lió de les legions que donaven suport a Vespasià, juntament amb el mateix Vitel·li. Després del derrocament del pare, la sentència de mort del fill va ser donada el 20 de desembre del 69 a instàncies de Licini Mucià i es va dur a terme probablement abans de finalitzar l'any.